# Kimi ga shinu made ato hyaku nichi
Kimi ga shinu made ato hyaku nichi (jap. 君が死ぬまであと100日) – manga autorstwa Migihary, publikowana w serwisie Manga Mee wydawnictwa Shūeisha od listopada 2018 (oraz w Shōnen Jump+ od stycznia 2020) do października 2020. Całość liczy łącznie 6 tomów.
Na podstawie mangi powstała TV drama, emitowana od października do grudnia 2023.

## Fabuła
Rintarō Tsuda jest licealistą, który posiada zdolność przewidywania długości życia istot żywych. Od dzieciństwa zmaga się jednak ze swoimi umiejętnościami i może jedynie stopniowo obserwować ludzi wokół siebie, nie będąc w stanie im pomóc. Pewnego dnia odkrywa, że Umi Kanzaki, jego przyjaciółka z dzieciństwa, którą darzy uczuciem, ma mniej niż 100 dni życia.

## Manga
Pierwszy rozdział mangi został opublikowany 1 listopada 2018 w serwisie Manga Mee, a 23 stycznia 2020 seria zaczęła ukazywać się również w magazynie internetowym Shōnen Jump+. Ostatni rozdział opublikowano 1 października 2020. Wydawnictwo Shūeisha zebrało rozdziały mangi w 6 tankōbonach, wydawanych od 25 listopada 2019 do 25 listopada 2020.
| Nr | Data wydania (język japoński) | ISBN (język japoński)  |
| -- | ----------------------------- | ---------------------- |
| 1  | 25 listopada 2019             | ISBN 978-4-08-844270-9 |
| 2  | 24 stycznia 2020              | ISBN 978-4-08-844307-2 |
| 3  | 25 marca 2020                 | ISBN 978-4-08-844322-5 |
| 4  | 25 maja 2020                  | ISBN 978-4-08-844342-3 |
| 5  | 25 listopada 2020             | ISBN 978-4-08-844366-9 |
| 6  | 25 listopada 2020             | ISBN 978-4-08-844401-7 |

## TV drama
TV drama na bazie mangi została zapowiedziana 18 września 2023. W serialu występują Yuto Takahashi i Mizuki Inoue, oboje z HiHiJets, jako odpowiednio Rintarō Tsuda i Itsuki Onodera. Seria była emitowana w stacji Nippon TV od 24 października do 26 grudnia 2023.